# Eduardo Aguirre Obarrio
Eduardo Aguirre Obarrio (Buenos Aires, 14 de mayo de 1923 - id. 28 de septiembre de 2011), fue un abogado y jurista argentino. Entre 1972 y 1973 se desempeñó como ministro de Defensa de la Nación durante el gobierno de facto de Alejandro Lanusse.

## Biografía
Se recibió de abogado en la Universidad de Buenos Aires (UBA), en la cual luego se doctoró.
Durante la autodenominada Revolución Argentina, fue subsecretario de Justicia mientras ejercía la presidencia el teniente general Juan Carlos Onganía (1966-1970), posteriormente fue ministro de Defensa del gobierno del teniente general Alejandro Lanusse(1971-1973). Cuando estaba al frente del ministerio, se produjo la denominada Masacre de Trelew, hecho en el cual fueron fusilados, el 22 de agosto de 1972, 16 guerrilleros detenidos en la Base Aeronaval Almirante Zar.
Aguirre Obarrio ejerció como profesor titular consulto de Derecho Penal en la UBA y en la Universidad Católica Argentina (UCA). En su vasta carrera dictó más de 200 conferencias, repartidas entre  Argentina, Madrid y a lo largo de Latinoamérica.
En 1985, participó del Juicio a las Juntas de la última dictadura militar (1976-1983) como abogado del exjefe de la Armada, el almirante Jorge Isaac Anaya.
En 2006, la Fundación Konex, en honor a su trayectoria, le entregó  el diploma al mérito en Derecho Administrativo, Tributario y Penal. En marzo de 2008 se le dictó arresto domiciliario en el marco de la investigación por la Masacre de Trelew, un mes más tarde recibió la falta de mérito.
Al momento de su muerte se desempeñaba como presidente de la Academia Nacional de Derecho y Ciencias Sociales de Buenos Aires, institución a la que había ingresado en 1993.

## Libros
- Los delitos. 3 tomos[1]

- El delito de chantaje[1]